# Lijst van burgemeesters van Middelburg (Zeeland)
Dit is een lijst van burgemeesters van de Nederlandse gemeente Middelburg in de provincie Zeeland.

## Lijst

### Voor 1814
| ~ ca. 1486  | Reymer Reymers. Ook genoemd Reinier Reymer Willemszone. |                   | Overleden 1486. Lid van het adellijke geslacht Reymers van der Buttinge |                       |  |  |  |
| 1652 ~ 1661 | Jacob de Kuijser                                        |                   | geb. Middelburg 0-5-1594 overl. Middelburg 02-11-1665                   |                       |  |  |  |
| 1657        | Reynyer van der Beke                                    |                   |                                                                         |                       |  |  |  |
| 1704 ~ 1716 | Mr. Jacob de Kuijser                                    |                   | geb. Middelburg 1677                                                    |                       |  |  |  |
| 1808 - 1810 | Jhr. mr. Jacob Hendrik Schorer                          | -                 | geb. Middelburg 5-7-1760 overl. Middelburg 19-1-1822                    | werd in 1814 jonkheer |  |  |  |
| 1810 – 1814 | Cornelis Gerrit Bijleveld                               | ultraconservatief | geb. Veere 18-9-1765 overl. Middelburg 2-6-1849                         |                       |  |  |  |

### 1814 - 1824
Van 1814 tot 1824 waren er drie tegelijktijdige burgemeesters, pas in 1824 werd besloten dat er maar een burgemeester de stad zou besturen.
| Ambtsperiode | Naam burgemeester              | Partij of stroming | Leven                                                 | Bijzonderheden             | Afbeelding |
| ------------ | ------------------------------ | ------------------ | ----------------------------------------------------- | -------------------------- | ---------- |
| 1814 - 1824  | Jhr. mr. David Isaäk Schorer   |                    | geb. Middelburg 24-3-1764 overl. Middelburg 19-3-1828 | broer van mr. J.H. Schorer |            |
| 1814 - 1824  | Leonard Cornelis van Sonsbeeck |                    | geb. Vlissingen 23-2-1781 overl. Middelburg 5-4-1831  |                            |            |
| 1814 - 1824  | Cornelis Gerrit Bijleveld      | regeringsgezind    | geb. Veere 18-9-1765 overl. Middelburg 2-6-1849       |                            |            |

### Vanaf 1824
| Ambtsperiode | Naam burgemeester                                       | Partij of stroming | Leven                                                   | Bijzonderheden                                | Afbeelding                                |
| ------------ | ------------------------------------------------------- | ------------------ | ------------------------------------------------------- | --------------------------------------------- | ----------------------------------------- |
| 1824 - 1835  | Cornelis Gerrit Bijleveld                               | regeringsgezind    | geb. Veere 18-9-1765 overl. Middelburg 2-6-1849         |                                               |                                           |
| 1835 - 1838  | Johan Frederik Lantsheer                                |                    | geb. Middelburg 27-5-1791 overl. Middelburg 30-8-1838   |                                               |                                           |
| 1838 - 1859  | Jhr. mr. Marinus Cornelis Paspoort van Grijpskerke      | gematigd liberaal  | geb. Middelburg 1-1-1797 overl. 's-Gravenhage 7-2-1874  | schoonzoon van mr. J.H. Schorer               | Marinus Cornelis Paspoort van Grijpskerke |
| 1859 - 1871  | Mr. Jean François Bijleveld                             | regeringsgezind    | geb. Middelburg 8-11-1794 overl. Velp 15-6-1875         | Zoon van C.G. Bijleveld                       |                                           |
| 1871 - 1879  | Jhr. mr. Johan Willem Meinard Schorer                   | liberaal           | geb. Middelburg 8-3-1834 overl. 's-Gravenhage 1-10-1903 |                                               |                                           |
| 1880 - 1887  | Mr. Carolus Joannes Pické                               | liberaal           | geb. Koudekerke 21-4-1831 overl. Middelburg 18-3-1887   |                                               | Carolus Joannes Pické                     |
| 1887 - 1907  | Jhr. mr. Leonhard Schorer                               |                    | geb. Koudekerke 2-4-1848 overl. Middelburg 8-11-1907    |                                               |                                           |
| 1908 - 1915  | Jhr. Martinus van den Brandeler                         |                    | geb. Dordrecht 3-10-1859 overl. Laag-Soeren 2-5-1924    |                                               |                                           |
| 1915 - 1932  | Pieter Dumon Tak                                        |                    | geb. Middelburg 31-12-1867 overl. Wageningen 7-3-1943   |                                               |                                           |
| 1933 - 1939  | Meine Fernhout                                          | ARP                | geb. Buitenpost 30-6-1884 overl. Bussum 16-6-1977       |                                               |                                           |
| 1939 – 1942  | Mr. dr. Jan van Walré de Bordes                         | geen               | geb. Utrecht 6-6-1894 overl. Delft 21-1-1947            |                                               | Jan van Walré de Bordes                   |
| 1942 - 1944  | Mr. Adriaan Meerkamp van Embden                         | NSB                | geb. Rotterdam 13-11-1882 overl. Middelburg 8-2-1954    | Waarnemend, eerder rijksarchivaris in Zeeland | Adriaan Meerkamp van Embden               |
| 1944 - 1946  | Mr. Adriaan Jacobus van der Weel                        |                    | geb. Middelburg 5-10-1897 overl. Breda 13-11-1980       | Waarnemend                                    |                                           |
| 1946 - 1949  | Jhr. mr. Willem Cornelis Sandberg                       |                    | geb. Hoorn 2-6-1908 overl. Middelburg 6-9-1949          |                                               |                                           |
| 1950 - 1957  | Mr. dr. Nicolaas (Nico) Bolkestein                      | PvdA               | geb. 's-Gravenhage 27-7-1910 overl. Deventer 3-12-1993  | werd burgemeester van Deventer                |                                           |
| 1958 - 1961  | Mr. Johan de Widt                                       | geen               | geb. Apeldoorn 10-12-1908 overl. Amersfoort 13-12-1971  | werd burgemeester van Amersfoort              | Johan de Widt)                            |
| 1961 - 1969  | Mr. Johannes (Job) Drijber                              | VVD                | geb. Malang 24-4-1924 overl. Arnhem 22-06-2016          | werd burgemeester van Zwolle                  |                                           |
| 1970 - 1985  | Drs. Pieter Abel Wolters                                | VVD                | geb. Groningen 10-8-1920 overl. Middelburg 19-08-2010   |                                               |                                           |
| 1985 - 1996  | Mr. Chrétien Gerardus Joseph (Chris) Rutten             | VVD                | geb. Susteren 12-3-1942                                 | Werd burgemeester van Breda                   |                                           |
| 1996 - 1997  | Mr. Donatus Clemens Bernard (Don) Burgers               | CDA                | geb. Ubbergen 26-2-1932 overl. Innsbruck 31-1-2006      | Waarnemend                                    |                                           |
| 1997 - 2001  | Mr. Lambertus Hendrik Broor (Bert) Spa(h)r van der Hoek | VVD                | geb. Drachten 26-7-1946                                 |                                               |                                           |
| 2000 - 2001  | Mr. Donatus Clemens Bernard (Don) Burgers               | CDA                | geb. Ubbergen 26-2-1932 overl. Innsbruck 31-1-2006      | Waarnemend                                    |                                           |
| 2002 - 2012  | Mr. Jacobus Marinus (Koos) Schouwenaar                  | VVD                | geb. Rotterdam 13 mei 1947                              |                                               |                                           |
| 2012 - 2012  | Mr. Frederik Dirk (Erik) van Heijningen                 | VVD                | geb. Voorschoten 28 augustus 1961                       | Waarnemend                                    |                                           |
| 2012 - 2024  | Mr. H.M. (Harald) Bergmann                              | VVD                | geb. Rotterdam 23 september 1965                        |                                               |                                           |
| 2024         | Marcellinus Antonius (Marcel) Fränzel MSc.              | D66                | geb. Vriezenveen 27 maart 1960                          | Waarnemend                                    |                                           |
| 2024 - heden | Mr. Y.P. (Yvonne) van Mastrigt                          | Partijloos         | geb. Utrecht 30 juni 1965                               |                                               |                                           |

## Familierelaties tussen enkele burgemeesters
De burgemeesters van Middelburg zijn vet gedrukt.
- Johan Guilielmus Schorer (1733-1783)
  - Jacob Hendrik Schorer (1760-1822)
    - Johan Cornelis Schorer (1801-1856)
      - Leonard Schorer (1848-1907)

    - Dana Magdalena Schorer (1802-1861) × Marinus Cornelis Paspoort van Grijpskerke (1797-1874)

  - David Isaäk Schorer (1764-1828)
    - Jacob Gulielmus Schorer (1795-1861)
      - Johan Willem Meinard Schorer (1834-1903)

- Marinus Versluys (1752-1826)
  - Adriana Maria Versluys (1800-1872) × Jean François Bijleveld (1794-1875), zoon van Cornelis Gerrit Bijleveld (1765-1849)
  - Sophia Versluys (1804-1869) × Adrianus Pické (1800-1850)
    - Carolus Joannes Pické (1831-1887)